# Malgasotrella venosa
Malgasotrella venosa är en insektsart som beskrevs av Andrej Vasiljevitj Gorochov 2004. Malgasotrella venosa ingår i släktet Malgasotrella och familjen syrsor. Inga underarter finns listade i Catalogue of Life.